# Trojka

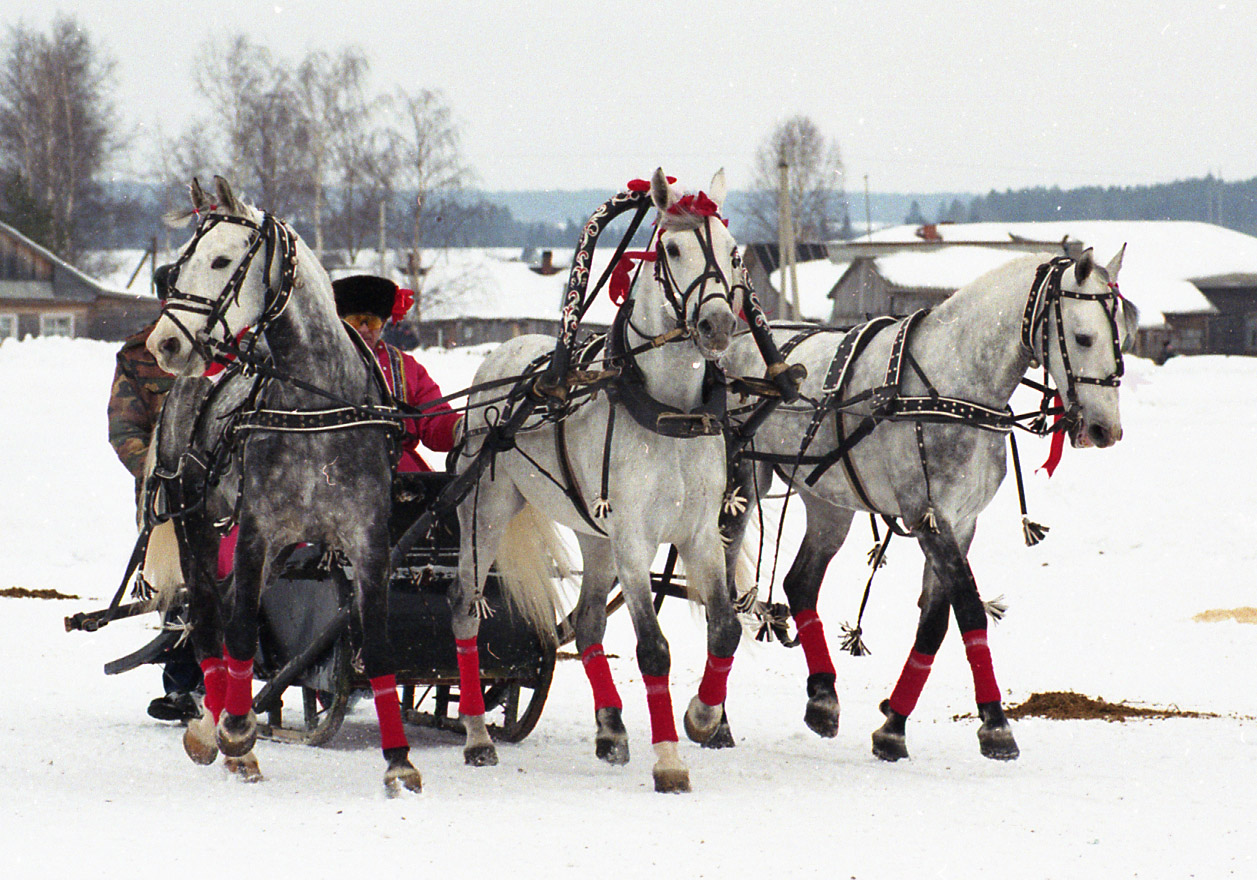
Trojka

Trojka (på ryska тройка) är ett ord som betyder "grupp om tre". Ursprungligen avsågs ett ryskt eller ungerskt hästspann med tre hästar i bredd spända framför en släde eller vagn. Trojkan körs i regel med mitthästen i trav och de båda ytterhästarna i galopp.
Trojka används även i överförd bemärkelse på en grupp om tre ungefärligen likställda makthavare. Under stora utrensningen fanns till exempel NKVD-trojkor som rannsakade och dömde utpekade folkfiender.
Jämför triumvirat.